# Ghost Hunters
Ghost Hunters è un programma televisivo statunitense sul paranormale andato in onda su Syfy dal 6 ottobre 2004 al 26 ottobre 2016, e successivamente su A&E dal 2019 al 2020, su Discovery+ nel 2021 e su Travel Channel dal 2022.
trasmesso per la prima volta in Italia l'8 novembre 2010 su AXN Sci-Fi e nel corso del 2013, per alcuni episodi della 4ª e 5ª stagione, su DMAX (con il nome di Cacciatori di fantasmi: TAPS) e dal 2019 su Blaze. Il suo team è formato principalmente da membri della società TAPS (The Atlantic Paranormal Society), la quale va in soccorso di persone che ritengono la propria casa infestata.

## Investigatori
Investigatori all'ultima stagione (11ª)
- Jason Hawes – investigatore principale/fondatore TAPS
- Adam Berry – investigatore dal team GHA - (ha lasciato il team al termine della 9ª stagione)
- Amy Bruni – investigatrice TAPS - (ha lasciato il team al termine della 9ª stagione)
- Steve Gonsalves – investigatore TAPS e responsabile tecnico
- Britt Griffith – investigatore TAPS
- Dave Tango – investigatore TAPS e insegnante per investigatori in formazione
- Michelle Tate – investigatrice in formazione dal team GHA (Ghost Hunters Academy) - (presente solo in alcuni episodi dell'8ª stagione)
- K.J. McCormick – investigatore TAPS
- Haily Hawes – investigatrice (figlia di Jason Hawes) - presente in alcuni episodi dell'8ª stagione
- Samantha Hawes - investigatrice (figlia di Jason Hawes) - presente in alcuni episodi della 9ª stagione e dall'inizio della 10ª

Ex investigatori
- Brian Harnois – investigatore e insegnante passato al team GHI (Ghost Hunters International)
- Donna LaCroix - investigatrice in formazione, ha lasciato per motivi personali
- Kris Williams - investigatrice passata al team GHI
- Grant Wilson – investigatore principale/cofondatore TAPS, ha lasciato la trasmissione, sembra, per motivi personali e per alcuni suoi progetti, tra cui un libro.
- Ashley Troub – investigatore in formazione (solo stagione 8ª)

Ospiti celebri
- Elijah Burke – nell'episodio "2007 Halloween Special"
- Colin Ferguson – nell'episodio "USS Hornet"
- Barry Fitzgerald – ospite in molte puntate, appartenente al teamGHI
- Josh Gates – Destination Truth investigatore
- Ben Hansen – nell'episodio "2010 Halloween Special"
- Kofi Kingston – nell'episodio "2010 Halloween Special"
- Nene Leakes, Shereé Whitfield, and Kim Zolciak – nell'episodio "TAPS Meets The Real Housewives of Atlanta"
- Joe Maddalena – nell'episodio "2010 Halloween Special"
- Eddie McClintock – nell'episodio "Ghost of Buffalo Bill"
- Meat Loaf – negli episodi "A Bat Out of Hell" e "Sloss Furnaces"
- Mike "The Miz" Mizanin – nell'episodio "2008 Halloween Special"
- CM Punk – nell'episodio "2006 Halloween Special"
- Meaghan Rath – nell'episodio "2010 Halloween Special"
- Allison Scagliotti – nell'episodio "2010 Halloween Special"
- Amanda Tapping – nell'episodio "2008 Halloween Special"
- Steve Valentine – nell'episodio "2008 Halloween Special"
- Meredith Vieira – nell'episodio "Murdered Matron"
- Bruce Tango - padre di Dave Tango - negli episodi "Garden State Ghosts" e "Two To Tango"

## Metodi di indagine
Inizialmente i membri del team, una volta arrivati a destinazione della dimora infestata, conducono una ricognizione per scoprire i "punti caldi" e in seguito per piazzare le telecamere e le varie attrezzature. Durante l'indagine (nella notte) cercano di mettersi in contatto con delle entità a coppie di investigatori per poi analizzare e mostrare i dati raccolti.
La peculiarità che contraddistingue i metodi d'indagine della TAPS è la ricerca, dapprima, di eventuali sorgenti naturali dei vari fenomeni "paranormali", come ad esempio tubature idrauliche mal fissate, impianti elettrici obsoleti, interferenze di comandi a distanza come l'accensione di una televisione azionando una ricetrasmittente usata durante le loro indagini.

## Attrezzature
Le attrezzature che utilizzano sono le seguenti (alcune vennero integrate con le nuove stagioni):
- Telecamere termiche e ad infrarossi.
- Mini-dv.
- Registratori di EVP (fenomeni di voci elettroniche).
- Misuratori di EMF (campi elettromagnetici in MilliGauss).
- K2 (Rilevatore di campi elettromagnetici).
- Geofoni (per misurare le vibrazioni nel pavimento).
- Generatori di Ioni.
- Torce.

## Stagioni ed episodi
Ogni episodio dura 45 minuti e su AXN Sci-Fi (in Italia) hanno trasmesso dalla terza alla nona stagione. Inoltre l'emittente televisiva in Italia ha creato un'ulteriore trasmissione chiamata Ghost Hunter (ogni episodio dura 25 minuti) che include i migliori episodi (secondo criteri sconosciuti) dalla terza alla quinta stagione, mentre DMAX ha trasmesso solo dalla terza alla quinta stagione.
Qui di seguito il numero di episodi relativo alle stagioni:
| Stagione                 | Episodi | Prima TV USA | Prima TV Italia |
| ------------------------ | ------- | ------------ | --------------- |
| Prima stagione           | 10      | 2004         | inedita         |
| Seconda stagione         | 22      | 2005         | inedita         |
| Terza stagione           | 18      | 2006         | 2010            |
| Quarta stagione          | 27      | 2008         | 2010            |
| Quinta stagione          | 25      | 2009         | 2010            |
| Sesta stagione           | 25      | 2010         | 2011            |
| Settima stagione         | 25      | 2011         | 2012            |
| Ottava stagione          | 26      | 2012         | 2013            |
| Nona stagione            | 26      | 2013         | 2014            |
| Decima stagione          | 13      | 2015         | 2015            |
| Undicesima stagione      | 13      | 2016         | NA              |
| Dodicesima stagione      | 11      | 2019         | NA              |
| Tredicesima stagione     | 9       | 2020         | NA              |
| Quattordicesima stagione | 13      | 2021-2022    | 2022            |
| Quindicesima stagione    | 8       | 2022         | inedita         |
| Sedicesima stagione      | 8       | 2023         | inedita         |

## Puntate speciali
Durante la 9ª stagione e più precisamente nell'episodio 25, la TAPS ha raggiunto il traguardo dei 200 episodi trasmessi e per festeggiare l'avvenimento, sono ritornati ad investigare presso il Trans-Allegheny Lunatic Asylum, sito nella località di Weston - WV, esclusivamente per questo episodio, gli appartenenti alla famiglia della TAPS Grant Wilson, Dustin Pari e Joe Chin.